# Сенат Републике Српске
Сенат Републике Српске је савјетодавно тијело највиших уставних институција Републике Српске.

## Историја
Народна скупштина је на сједници од 4. априла 1997. усвојила Закон о Сенату Републике Српске, по којем је његове чланове именовао предсједник Републике Српске из реда истакнутих личности које су запажено доприносиле националном, јавном, научном и културном животу Републике Српске. Сенаторима мандат траје седам година, с могућношћу њиховог поновног именовања. Сједнице Сената сазива и њима предсједава предсједник Републике Српске.

## Састав
Према члану 89. Устава Републике Српске Сенат има до 55 чланова које именује предсједник Републике. За чланове Сената именују се истакнуте личности из јавног, научног и културног живота. Сенатор се именује на седам година, с могућношћу да буде именован још један узастопни мандат.
Сједнице Сената сазива и предсједава им предсједник Републике. Сенат се конституише и отпочиње с радом када предсједник Републике именује најмање половину од укупног броја сенатора предвиђеног Уставом.
Организација и начин функционисања Сената уређује се Законом о Сенату Републике Српске.

## Надлежности
Сенат Републике Српске разматра питања од посебног значаја за политички, национални, економски и културни развој Републике Српске и даје највишим уставним институцијама мишљење о тим питањима, као што су:
- уставноправни положај Републике Српске и спољнополитичка питања у складу са суверенитетом и територијалним интегритетом Босне и Херцеговине;
- доношење измјена Устава Републике Српске и нацрте системских закона;
- питања рада институција Босне и Херцеговине у вези са статусним питањима Републике, као и питања односа између ентитета у Босни и Херцеговини;
- развојна и привредна питања Републике Српске;
- питања избјеглица, расељених лица и повратника;
- питања која се односе на права Републике Српске на специјалне и паралелне односе са сусједним државама, као и питања развоја односа са исељеништвом широм свијета;
- и друга важна питања од значаја за Републику Српску и њене народе и грађане.

## Сенатори

### Сазив 2024.
Сазив из 2024. године је конституисан новембра, и укупно је именовано 34 сенатора, укључујући предсједника Републике, који је по функцији предсједника Републике, члан Сената.
Тренутно Сенат броји 33 чланa.
Чланови Сената су:
- Милорад Додик, предсједник Сената Републике Српске – Лакташи
- Жељка Цвијановић, потпредсједник Сената Републике Српске – Бања Лука
- Станимир Вукићевић, дипломата – Београд
- Проф. др Драгомир Вуковић, социолог – Бијељина
- Александар Вулин, политичар – Београд
- Стево Грабовац, књижевник – Бања Лука
- Драгољуб Давидовић, политичар – Бања Лука
- Борко Ђурић, привредник – Бања Лука
- Јефрем, архиепископ и митрополит бањалучки – Бања Лука
- Антон Касиповић, политичар – Бања Лука
- Др Богдана Кољевић, филозоф – Београд
- Никола Крагуљ, политичар – Градишка
- Проф. др Драган Кулина, економиста – Источна Илиџа
- Емир Кустурица, режисер – Вишеград
- Тадеј Лаберник, дипломата – Блед
- Синиша Љепојевић, новинар – Београд
- Душанка Мајкић, политичар – Бања Лука
- Проф. др Горан Марковић, правник – Бијељина
- Славко Митровић, политичар – Бања Лука
- Средоје Новић, политичар – Бања Лука
- Марко Павић, политичар – Приједор
- Проф. др Стево Пашалић, демограф – Бијељина
- Ранко Прерадовић, књижевник – Бања Лука
- Небојша Радмановић, политичар – Бања Лука
- Проф. др Ранка Рачић, правник – Требиње
- Проф. др Дарко Танасковић, филолог – Београд
- Бошко Томић, политичар – Пале
- Проф. др Срђа Трифковић, публициста – Петровац на Мору
- Маринко Умичевић, привредник – Бања Лука
- Драган Чавић, политичар – Бања Лука
- Др Александар Џомбић, политичар – Бања Лука
- Драго Шмитран, студент – Градишка
- Проф. др Никола Шпирић, политичар – Бања Лука

Сенатори који су преминули током сенаторског мандата:
- Проф. др Немања Поповић, рударски инжењер – Београд

-Подебљаним словима су означени сенатори који су изабрани други, односно трећи, мандат.

### Сазив 2017.
Сазив из 2017. године је конституисан 8. јануара, и укупно је именован 41 сенатор, укључујући предсједника Републике, који је по функцији предсједника Републике, члан Сената. Већина сенатора је изабрана по други, или трећи, пут. Дана 28. јуна 2017. предсједник Републике Српске је именовао 3 нова сенатора. Децембра 2023. године предсједник Милорад Додик именовао је Александра Вулина и Антона Касиповића за сенаторе.
Чланови Сената на крају мандата:
- др Бранко Бојовић, САД, хирург
- др Александар Вулин, Београд, политичар
- др Јелена Гускова, Русија, историчар
- Григорије Дурић, Мостар, епископ захумско-херцеговачки и приморски
- Милорад Додик, Бања Лука, предсједник Републике Српске
- Борко Ђурић, Бања Лука, привредник
- Миливоје Иванишевић, Београд, публициста
- Антон Касиповић, Бања Лука, политичар
- др Ненад Кецмановић, Београд, политиколог
- др Богдана Кољевић, Београд, филозоф
- др Рајко Кузмановић, Бања Лука, политичар
- Емир Кустурица, Београд, режисер
- др Владимир Лукић, Бања Лука, политичар
- Синиша Љепојевић, Београд, новинар
- Славко Митровић, Бања Лука, политичар
- др Стево Мирјанић, Бања Лука, политичар
- Светозар Михајловић, Бијељина, привредник
- др Милимир Мучибабић, Београд, социолог
- др Боса Ненадић, Београд, правница
- Борислав Паравац, Добој, политичар
- др Стево Пашалић, Зворник, демограф
- Ранко Рисојевић, Бања Лука, књижевник
- др Жељко Родић, Бања Лука, доктор примаријус медицине
- Филип Савић, Србац, изабран као најбољи студент у историји бањалучког Електротехничког факултета
- Радмила Смиљанић, Београд, првакиња Опере Народног позоришта у Београду
- Станко Станић,[7] Бања Лука, економиста
- Славенко Терзић[7], Београд, историчар
- Бошко Томић, Источно Сарајево, политичар
- др Милан Томић, Брчко, правник
- др Иван Томљеновић, Бања Лука, политичар
- Бранко Тупањац, Требиње, привредник
- Маринко Умичевић, Бања Лука, привредник
- Немања Умићевић, Нови Град, студент
- Жељка Цвијановић, Бања Лука, по функцији а након избора за предсједника Републике Српске 2018. године
- Александар Џомбић, Бања Лука, политичар
- др Иванка Шего, Бања Лука, доктор медицине

Сенатор који је тражио разрјешење током мандата:
- др Милан Благојевић, Бања Лука, правник (сенатор у периоду јануар — мај 2017, затражио разрјешење због неспојивости функција.[10])

Сенатори који су преминули током сенаторског мандата:
- др Смиља Аврамов, Београд, правник
- Љубомир Зуковић, Нови Сад, књижевник
- др Душко Јакшић, Бања Лука, економиста
- Арије Ливне, Израел, шеф представништва Републике Српске у Израелу, савјетник предсједника Републике Српске
- Манојло Миловановић, Бања Лука, пензионисани генерал-пуковник Војске Републике Српске
- Рајко Петров Ного, Београд, књижевник
- Слободан Павловић, Бијељина, привредник
- др Слободан Перовић, Београд, правник
- Живко Радишић, Бања Лука, политичар
- др Фуад Туралић, Бања Лука, политичар
- Чедомир Црногорац,[7] Бања Лука, универзитетски професор

-Подебљаним словима су означени сенатори који су изабрани други, односно трећи, мандат.

### Сазив 2009.
Сазив из 2009. приликом конституисања 15. маја требало је да броји 42 сенатора, али се бивши предсједник Републике Српске Мирко Шаровић није нашао на коначном списку, јер је и даље на снази била одлука високог представника у БиХ о забрани обављања било које јавне функције. Накнадно је за 42. сенатора именован Милорад Закић.
Закон о измјенама и допунама Закона о Сенату Републике Српске из 2010. године је дефинисао да је предсједник Републике члан Сената чији мандат тече избором на функцију предсједника Републике и остаје члан Сената и након престанка обављања функције предсједника. Тако је санатор у овом сазиву током свог мандата, и након престанка мандата предсједника Републике, био Рајко Кузмановић, те Милорад Додик, током свог мандата.
Чланови Сената на крају мандата:
- Алекса Буха, академик АНУРС, бивши министар спољних послова Републике Српске
- Милутин Вујић,
- Милутин Вучковац, љекар-гинеколог
- Јелена Гускова, доктор историјских наука, академик САНУ
- Милорад Додик, предсједник Републике Српске, избором на мјесто предсједника постао сенатор
- Бранко Ђерић, бивши председник Владе Републике Српске
- Милорад Закић, економиста
- Љубомир Зуковић, књижевник, бивши министар у Влади Републике Српске и академик АНУРС
- Миливоје Иванишевић, председник Института за истраживање српских страдања у XX вијеку
- Душко Јакшић, директор Економског института, Бања Лука
- Ненад Кецмановић, политиколог
- Рајко Кузмановић, предсједник Републике Српске, измјеном закона о Сенату посао сенатор, остао сенатор и наком престанка обављања функције предсједника Републике
- Арије Ливне, дипломата, савјетник председника Владе Републике Српске
- Саво Лончар, савјетник председника Владе Републике Српске
- Владимир Лукић, бивши председник Владе Републике Српске
- Здравко Маријанац, професор
- Манојло Миловановић, пензионисани генерал-пуковник Војске Републике Српске
- Стево Мирјанић, доктор наука
- Светозар Михајловић, привредник
- Милимир Мучибабић, социолог
- Боса Ненадић, правница
- Рајко Петров Ного, књижевник
- Слободан Павловић, привредник
- Борислав Паравац, политичар
- Слободан Перовић, правник
- Никола Поплашен, бивши председник Републике Српске
- Живко Радишић, политичар
- Ранко Рисојевић, књижевник
- Жељко Родић, доктор примаријус медицине
- Радмила Смиљанић, првакиња Опере Народног позоришта у Београду
- Славенко Терзић, историчар
- Милан Томић, правник
- Иван Томљеновић, бивши потпредседник Републике Српске
- Јовица Тркуља, правник
- Бранко Тупањац, привредник
- Фуад Туралић, бивши министар у Влади Републике Српске
- Иванка Шего, доктор медицине

Сенатор који је смијењен током мандата:
- Драган Чавић, бивши председник Републике Српске (сенатор до јануара 2011. када га је смијенио Предсједник Републике Српске Милорад Додик.)

Сенатори који су преминули током сенаторског мандата:
- Милорад Екмечић, академик АНУРС и САНУ, српски историчар
- Ђемал Колонић, професор Електротехничког факултета, Бања Лука
- Предраг Лазаревић, књижевни критичар
- Бранко Милановић, књижевник, академик АНУРС
- Мирослав Микеш, адвокат и правник
- Митрополит дабробосански Николај (Мрђа), митрополит Српске православне цркве

-Подебљаним словима су означени сенатори који су изабрани други мандат.

### Сазив 1996.
Први сазив Сената, у саставу од 28 сенатора, је именован 1. септембра 1996, од стране тадашњег предсједника Републике Српске Биљане Плавшић.
- Смиља Аврамов, стручњак за међународно право
- Бошко Башкот,
- Алекса Буха, академик АНУРС, бивши министар спољних послова Републике Српске
- Момир Војводић,
- Владимир Димитријевић,
- Гојко Ђого, књижевник
- Веселин Ђуретић, историчар
- Миливоје Иванишевић, председник Института за истраживање српских страдања у XX вијеку
- Драгош Калајић, сликар, новинар и писац
- Момо Капор, књижевник и академик АНУРС
- Епископ зворничко-тузлански Василије (Качавенда)
- Момчило Крајишник, бивши председник Народне скупштине Републике Српске
- Василије Крестић, историчар и академик САНУ
- Предраг Лазаревић, књижевник
- Славко Леовац, бивши председник и члан АНУРС
- Војислав Лубарда, књижевник
- Радован Макић,
- Војислав Максимовић, књижевник и академик АНУРС[11]
- Гашо Мијановић, правник, академик АНУРС
- Митрополит дабробосански Николај (Мрђа),
- Милена Ноковић,
- Рајко Петров Ного, књижевник
- Срђо Срдић,
- Владо Стругар, историчар и академик САНУ и ЦАНУ
- Љубомир Тадић, професор филозофије и члан САНУ
- Славенко Терзић, историчар
- Брана Црнчевић, књижевник
- Коста Чавошки, професор и академик САНУ

Накнадно је у састав именовано још 13 сенатора:
- Драгослав Аврамовић,
- Душан Видаковић,
- Новица Војиновић,
- Владимир Глишић,
- Радомир Давидовић,
- Миодраг Јовичић,
- Епископ захумско-херцеговачки и приморски Атанасије (Јевтић),
- Ненад Кецмановић, политиколог
- Епископ бањалучки Јефрем (Милутиновић),
- Милоје Милићевић,
- Милимир Мучибабић, социолог
- Часлав Оцић,
- Митрополит црногорско-приморски Амфилохије (Радовић).